# 思い出エール
「思い出エール」（おもいでエール）は、2015年1月14日にリリースされたKOBerrieS♪のシングル。

## 概要
KOBerrieS♪と同じ神戸市出身である山本聡が、阪神・淡路大震災から20年を迎える時に、神戸をともに盛り上げようと製作した。MVは2014年12月上旬に2日間にわたり、神戸の街で撮影された。このCDは1月26日付けオリコン週間シングルランキングで23位を記録し、前作の63位から大幅に順位を上げて、KOBerrieS♪の最高記録となった。
山本聡がプロデュースすることになったきっかけは、KOBerrieS♪が2014年6月のガガガSPのライブの前座を務めたことから。カップリングで収録されている「卒業」は、ガガガSPの青春パンク曲。